# Capitaneria generale del Cile
La capitaneria generale del Cile (in spagnolo: capitanía general de Chile), conosciuta anche come Regno del Cile, fu un territorio amministrativo del vicereame del Perù nell'impero spagnolo esistito dal 1541 al 1818, anno in cui venne dichiarata l'indipendenza dalla Spagna. La capitaneria venne gestita da diversi governatori ed ebbe anche un Re, Filippo II di Spagna, che non era il regnante spagnolo.

## Origini
Il regno del Cile (Reino de Chile) era un possedimento personale del re di Castiglia come lo erano gli altri territori del Nuovo mondo. Il Regno di Napoli e il Regno di Sicilia, d'altro canto, erano possedimenti del re di Aragona, che dal 1516 in poi era la stessa persona. Non c'erano apparati amministrativi comuni tra i diversi regni indipendenti, e ognuno era governato dal proprio consiglio e dalle proprie leggi, specialmente dal consiglio delle Indie e dalle leggi delle Indie. Il lavoro di ogni giorno era gestito generalmente dai viceré e dai governatori, che rappresentavano il volere del re in Aragona, Sicilia, Messico o Perù. Le zone americane, che erano sito di complesse civiltà o erano diventate società ricche venivano chiamate "regni".
Il Cile non raggiunse mai lo status di  vicereame perché era poco esteso e troppo povero, rimanendo una capitaneria dipendente dal vicereame del Perù.

## Esplorazioni e conquiste
Nel 1536 Diego de Almagro comandò la prima spedizione per esplorare i territori a sud dell'impero inca,  che gli era stata data dal governo di Nuova Toledo. Dopo la morte di Almagro, Pedro de Valdivia chiese e ottenne il diritto di esplorare le terre nel 1539, con l'assenso di Francisco Pizarro. Valdivia fondò la città di Santiago e alcuni mesi dopo il cabildo (consiglio municipale) lo elesse governatore e capitano generale di Nuova Extremadura l'11 giugno 1541. Altre città, fondate sotto l'amministrazione di Valdivia, furono Concepción nel 1550, La Imperial nel 1551, Villarrica e Valdivia nel 1552, e l'anno successivo Los Confines e Santiago del Estero sul lato orientale delle Ande. Nel 1553 Valdivia fondò una serie di forti per proteggere le aree colonizzate: San Felipe de Araucan, San Juan Bautista de Purén e San Diego de Tucapel. Dopo la morte di Valdivia avvenuta quell'anno, i forti di Villarica e Concepcion vennero distrutti. Vennero riconquistati dopo la guerra con Lautaro e Caupolicán. In seguito alla sconfitta dei Mapuche per mano di García Hurtado de Mendoza vennero costruiti altri insediamenti e città: Cañete de la Frontera sul posto in cui vi era il Forte San Diego de Tucapel e Villa de San Mateo de Osorno nel 1558, San Andrés de Angol nel  1560, Ciudad de Mendoza del Nuevo Valle de La Rioja nel 1561, San Luis de Loyola Nueva Medina de Rioseco e San Juan de la Frontera nel 1562, e Santiago de Castro nel 1567. Martín García Óñez de Loyola foundò una città a sud del fiume Bio Bior, Santa Cruz de Coya, nel 1595.

### Caduta del Cile meridionale
Una rivolta dei Mapuche si venne a creare in seguito all'esito della battaglia di Curalaba avvenuta il 23 dicembre 1598, dove il vice toqui Pelantaru e i suoi tenenti Anganamon e Guaiquimilla, con trecento uomini tese un'imboscata e uccise il governatore spagnolo Martín García Óñez de Loyola e quasi tutti i suoi compagni.
Negli anni successivi i Mapuche riuscirono a distruggere o a far abbandonare le sette città spagnole nel territorio Mapuche: Santa Cruz de Coya (1599), Santa María la Blanca de Valdivia (1599), San Andrés de Los Infantes (1599), La Imperial (1600), Santa María Magdalena de Villa
Rica (1602), San Mateo de Osorno (1604), e San Felipe de Araucan (1604).

## Storia politica
A causa della resistenza degli indigeni amerindi, si venne a creare una autorità governamentela di tipo militare. Il governatore era a capo delle milizie locali con il titolo di capitano generale. Questa maniera di gestione era stata applicata anche ad altre parti dell'impero spagnolo.
Il Cile fu l'unica regione dell'impero che tecnicamente aveva un re, Filippo II, che non era il monarca spagnolo regnante. Nel 1554 il giovane Filippo sposò Maria I d'Inghilterra, quando era solo l'erede al trono spagnolo. Per elevare il suo statuto a quello equivalente alla regina, Filippo venne nominato "re del Cile" da suo padre, Carlo V del Sacro Romano Impero. Ricevette anche il Regno di Napoli, che era in possesso della Corona d'Aragona, e un diritto di proprietà sul Regno di Gerusalemme.
Nella pratica il titolo assunto da Filippo non ebbe alcun effetto sull'amministrazione del Cile, che continuò a essere una gobernación e un reino nell'impero spagnolo. Filippo successe a Carlo V sul trono della Spagna nel 1556.
Il maggior disastro che gli insediamenti spagnoli della regione subirono, nell'ambito della guerra di Arauco, fu quello di Curalaba nel 1598, che li distrusse quasi completamente. Tutte le città a sud del fiume Biobío, eccetto Castro, vennero distrutte. Il fiume diventò La Frontera (il limite) in cui si incontravano i confini degli spagnoli e delle aree popolate dagli indigeni per il secolo successivo.
Il Cile perse più di metà del proprio territorio con l'avvento delle riforme borboniche di Carlo III, quando tutti i territori oltre le Ande vennero ceduti al vicereame del Río de la Plata nel 1776. Il Cile acquisì due intendenze, Santiago e Concepción nel 1786, e diventò una capitaneria generale nel 1789.